# Кубек Глезмон
Кубек Глезмон (англ. Kubec Glasmon; 12 серпня 1897 — 13 березня 1938) — американський сценарист з Польщі, який був номінований на 4-ій церемонії вручення премії «Оскар» за найкраще літературне першоджерело («Ворог суспільства»). Він був номінований разом з Джоном Брайтом. Кубек працював фармацевтом перш ніж стати сценаристом. Він помер у віці 40 років від серцевого нападу.

## Вибрана фільмографія
- 1931: Ворог суспільства / The Public Enemy
- 1931: Розумні гроші / Smart Money
- 1935: Покажіть їм милосердя! / Show Them No Mercy!